# Dona tallant-se els cabells
La dona tallant-se els cabells, també anomenada gisuboran (persa: گیسوبران), és un símbol de les protestes després de la mort de Mahsa Amini de l'Iran per manifestar la resistència davant el hijab obligatori.
Aquestes protestes contra el govern de l'Iran van començar a Teheran el 16 de setembre de 2022. Les protestes van començar com una reacció a la defunció de Mahsa Amini, una dona iraniana de 22 anys que va morir sota custòdia policial, detinguda per no cobrir-se correctament els cabells amb un hijab. Segons testimonis presencials, va pegar-li la Patrulla d'orientació, la "policia moral" islàmica de l'Iran, que la va acusar de portar un hijab "inadequat" en violació de la llei obligatòria del hijab de l'Iran. La policia iraniana va negar que Amini fos agredida mentre estava detinguda.
El símbol de tallar-se els cabells és una tradició iraniana que ve de lluny i que està recollida al llibre més important de la cultura persa, el Xahnamé. Tradicionalment, quan les dones perdien una persona propera es tallaven els cabells en símbol de tristesa.
Diverses celebritats es van decidir tallar els cabells en suport a les manifestants i van popularitzar així aquest símbol.
La BBC va decidir incorporar aquesta imatge, símbol de la resistència davant el hijab obligatori, dins la llista de les 100 dones més inspiradores del 2022.